# بویین سفلی

## جایگاه
هم چنین این شهر دارای منابع آبی فراوانی است. از چشمه‌های معروف آن نچیران و کانی بیدها و سوله می‌باشد که از اولی برای کشتزارها از دومی برای مصارف عمومی بانه و از سومی صرفاً برای مصارف گله‌های این منطقه استفاده می‌شوند. این شهر در ۵ کیلومتری بانه قرارگرفته. در مسیر جاده اصلی بانه مریوان واقع شده و از طرف جنوب به مرز بین‌المللی سیرانبند منتهی می‌شود. این مرز رابط بین اقلیم کردستان عراق و کردستان ایران می‌باشد؛ که به شهر سلیمانیه منتهی می‌شود. بویین با طبیعت زیبای که دارد گردشگران زیادی را به طبیعت خود می‌کشاند.

## مناطق گردشگری
کانی نچیران،کانی بید، به رده ره‌شان، گومه ته نوران، تپهٔ گرد قله، کانی کوپیته، و گلخانه کاکتوس هیوا خیلی از جاهای دیگر
از بزرگان و نخبه گان بویین سفلی از جمله حاج شیخ و همچنین خانواده هنرمند کریمی اشاره کرد.